# Радио Пловдив
Радио Пловдив е българска регионална радиостанция на Българското национално радио със седалище в град Пловдив, на ул. „Дондуков-Корсаков“ 2.

## История и настояще
Създадено е през 1955 година. На 27 януари 1949 г. са направени проби на нов радиотранслационен център, излъчващ програмите по жична радиофикационна мрежа. На 13 април същата година официално е открито ново студио и започват редовни половинчасови предавания два пъти седмично – в сряда и петък.
На 31 май 1955 г. е тържествено открита радиопредавателна станция, наречена на името на партизанския командир Сребро Бабаков. Точно в 15:30 ч. на честота 1594 kHz са изпълнени марш и няколко поздравления на местни партийни дейци. Радиостанцията препредава Радио София, но и собствени програми, обявявани като Радиостанцията „Сребрю Бабаков“. Местните програми първоначално са половинчасови, три пъти в седмицата – вторник, четвъртък и събота, излъчвани след 16:00 ч. През 1957 г. програмите на Радиостанция „Сребрю Бабаков“ вече се излъчват всеки ден от 16:00 до 17:00 ч. През 1960 г. студиото на радиостанцията е преместено в сградата на Радиотранслационен възел – Пловдив, оттогава започва да се използва и наименованието Радио Пловдив. През същата година радиото започва да излъчва на нова честота – 207 м. / 1449 kHz.
От 23 февруари 1962 г. е открита сградата на Радио Пловдив, обединяваща редакциите на Окръжен радиотранслационен възел и радиостанция „Сребрю Бабаков“. Нови сигнали и гласът „Говори Радио Пловдив, Говори Радио Пловдив!” вече се излъчват чрез по-силен чешки предавател 30 kW Tesla. На 7 септември през същата година влиза в редовна експлоатация още един предавател, излъчващ на ултракъси вълни – честотна модулация. Първият УКВ предавател извън столицата е доставен от Унгарската народна република и е инсталиран в нова Радиорелейна станция на хълма „Васил Коларов“ (днес Данов хълм) в центъра на Пловдив. Излъчва на честота 68.36 MHz с мощност 3 kW първа програма на Българското радио от София и регионалните предавания на Радио Пловдив.
През 1966 г. Радио Пловдив излъчва всеки ден в часовете 7:30-8:00, 13:30-14:00 и 19:00-20:00 на средни вълни, както и предаване на УКВ от 11:00 до 12:00 часа, а цялата програма се транслира и чрез кабелна мрежа на Пловдив и окръга. От 1967 г. датира първото излъчване на предаването „Любопитно петолиние“, което Тома Спространов води и до днес.
През 1971 г. е създаден Телевизионен център Пловдив и двете медии оформят новия „Радио-телевизионен център – Пловдив“. През 1977 г. редакциите са разделени, през 1983 – отново обединени. След 1990 г. Радио Пловдив и РТВЦ Пловдив придобиват статут на отделни регионални центрове, съответно към БНР и БНТ.
След 1978 г. Радио Пловдив излъчва на средни вълни 463 м. / 648 kHz ежедневно 6-9 и 17-20 ч. и от 11 до 12 ч. на УКВ 68.36 kHz. В началото на 90-те УКВ предаването започва да се осъществява на 94.00 MHz от новата станция „Здравец“ в местността Копривките, по-нататък през 90-те в мрежата на Радио Пловдив се включва и предавател на 71.66 MHz, излъчващ от връх Ботев, през 1997 г. започва работа нов предавател на връх Снежанка за Смолян и региона. От началото на 1994 г. програмите стават 13 часа дневно (6:00-19:00 ч.), а след 1996 г. – 18 часа (6:00-24:00 ч.).
Днес Радио Пловдив е обществена медия, неразделна част от Българското национално радио. По радиото са прозвучали за пръв път гласовете на българските дисиденти, на папа Йоан Павел Втори, на британския принц Чарлз и на руския писател Виктор Суворов, осъждан трикратно на смърт от съветското правителство.
Според социологическите проучвания Радио Пловдив има най-голям брой слушатели сред регионалните радиа в южна България. Радио Пловдив следва основните принципи на обществените медии и осигурява точна и обективна информация в програмата си. Предвид обществения си характер, Радио Пловдив произвежда новини и предавания, чиято цел е да информират, образоват, както и да популяризират българския и европейски културен продукт.
Радио Пловдив е първото в системата на БНР, която въвежда емисии водещи новини на всеки половин час. Заради тяхната ударност и краткост, медията постига бързина на отразяване, яснота за основните новини от деня и динамика в програмите си.
Радио Пловдив осъзнава своите образователни и културни функции и се стреми да бъде медиатор и глас на хората, създаващи българската наука, изкуство и култура. В студиото на Радио Пловдив, освен всички значими български държавници, политици и обществени деятели, са гостували и множество хора на духа, сред които не само българите, чиято известност прехвърля границите на страната ни като певците Гена Димитрова, Николай Гяуров и Валя Балканска, писателите Йордан Радичков и Антон Дончев, музикантите Васко Василев и Емил Камиларов, а и световните звезди Катрин Деньов, Силви Вартан, Владимир Висоцки, Горан Брегович и Ричи Блакмор.
За първи път именно в ефира на Радио Пловдив прозвучава гласът на донеслия много слава и радост на всички българи футболист Христо Стоичков. Радио Пловдив среща слушателите си с още много представители на спортния елит, като световната и олимпийска шампионка по висок скок Стефка Костадинова, достигналата върховете в спортната стрелба Мария Гроздева, олимпийската шампионка по биатлон Екатерина Дафовска и златното поколение играчи, изкачило българския футбол сред първите в света на САЩ 94.
Радио Пловдив е първата българска електронна медия, запонала да излъчва програмата си „он лайн“ по Интернет, от 28 март 1998 г. Затова каква е била необходимостта от появата на българска радиостанция в световната мрежа свидетелстват хилядите имейли, телефонни обаждания и писма на български слушатели в чужбина, пристигнали след появата на медията в Интернет в началото на 1998 година.
На 6 април 2010 г., след 55 години работа, Радио Пловдив преустановява излъчването на програмата си в диапазона на средните вълни на 648 KHz. Съкращението е част от мерките за оптимизиране на разходите на Българското национално радио. През юни 2009 г. е включен УКВ предавател за Велинград и региона на 100.1 MHz, през юли същата година са пуснати още два нови – Девин (91.3 MHz, 100 W) и Доспат (102.4 MHz, 200 W). През 2010 г. предавателят за Девин е изключен, а честотата в Доспат е сменена на 100.6 MHz. На 17 февруари 2011 г. е пуснат в експлоатация предавател на връх Братия (100.1 MHz, 500 вата), осигуряващ покритие на Панагюрище, Златишко-Пирдопско поле, Софийското поле и Западна Тракия. На 16 септември 2011 г. С новия по-мощен и модерен предавател радиото повишава качеството на излъчения сигнал и компенсира спрения средновълнов предавател. Предавателят за Пловдив е с увеличена мощност - от 1 на 3 kW.
От началото на септември 2012 г. сутрешната пограма на Радио Пловдив от 7:00 до 9:00 ч. се излъчва и по БНТ 2 (Пловдив). На 13 септември е сменена честотата за Панагюрище – от 100.1 на 88.3 MHz.
Обществените си функции Радио Пловдив отстоява ежедневно с рубрики, в които без цензура се чуват слушателски мнения по различни теми, както и с предавания, посветени на възпитаването на етническата толерантност и взаимно живеене. Плурализмът на мнения и различните гледни точки при отразяването на актуалните събития е принцип на Радио Пловдив. За медията е важно да провокира обществен дебат, защото сблъсъкът на мнения прави аудиторията по-информирана, по-независима, по-свободна, а и по-толерантна.
Предавания на Радио Пловдив са сред отличените на престижния Международен медиен фестивал в Албена, а информационният екип на медията е колективен носител на наградата „Пловдив“ за журналистика.
Мото: „Продължаваме една традиция, в която нищо не е като вчера“.

## Предавателна мрежа на ултракъси вълни
| Град (предавателна станция)    | УКВ честота, MHz | мощност, kW |
| ------------------------------ | ---------------- | ----------- |
| Пловдив (РРТС „Здравец“)       | 94,0             | 3           |
| Смолян (РРТС „Снежанка“)       | 103,1            | 1           |
| Велинград (ТВРС „Стража“)      | 100,1            | 0,1         |
| Доспат (ТВРС „Доспат-1“)       | 100,6            | 0,2         |
| Панагюрище (ТВРС „Панагюрище“) | 88,3             | 0,25        |